# 費希爾斯 (紐約州)
費希爾斯（英語：Fishers）是位於美國紐約州安大略縣的非建制地區。

## 歷史
費希爾斯的郵局自1851年營運至今。

## 地理
費希爾斯所處的海拔為高於海平面166米（即545英呎），而該地所採用的時區為UTC-5，即北美东部时区（EST）。同時該地設有夏令時間，為UTC-5調快一小時，即UTC-4（EDT）。